# Вівтар мертвих

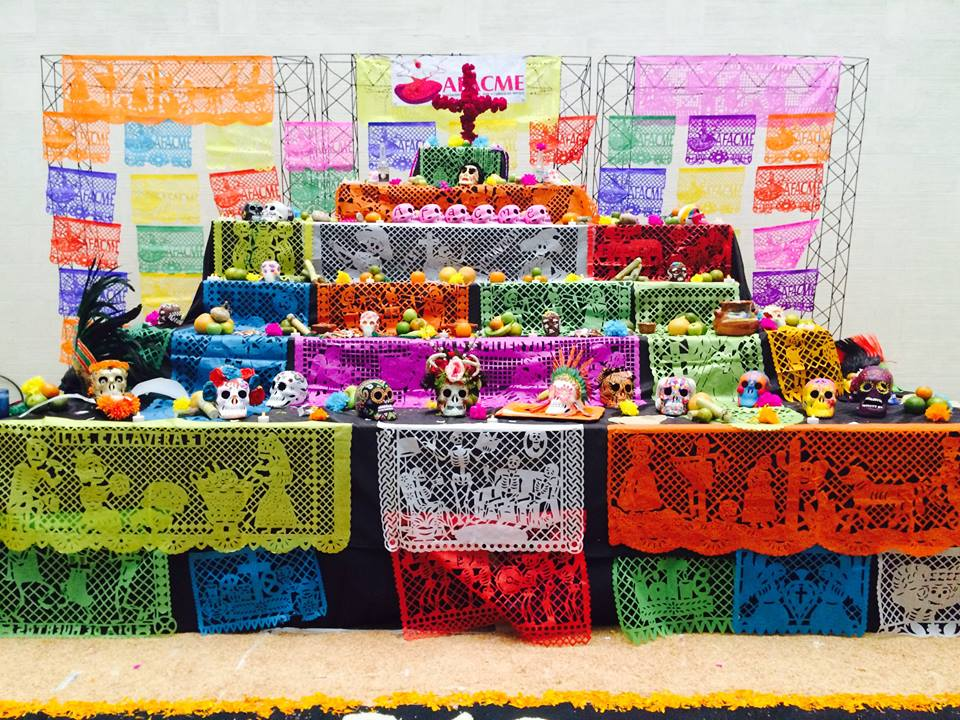
Типове приношення до Дня мертвих у Мексиці

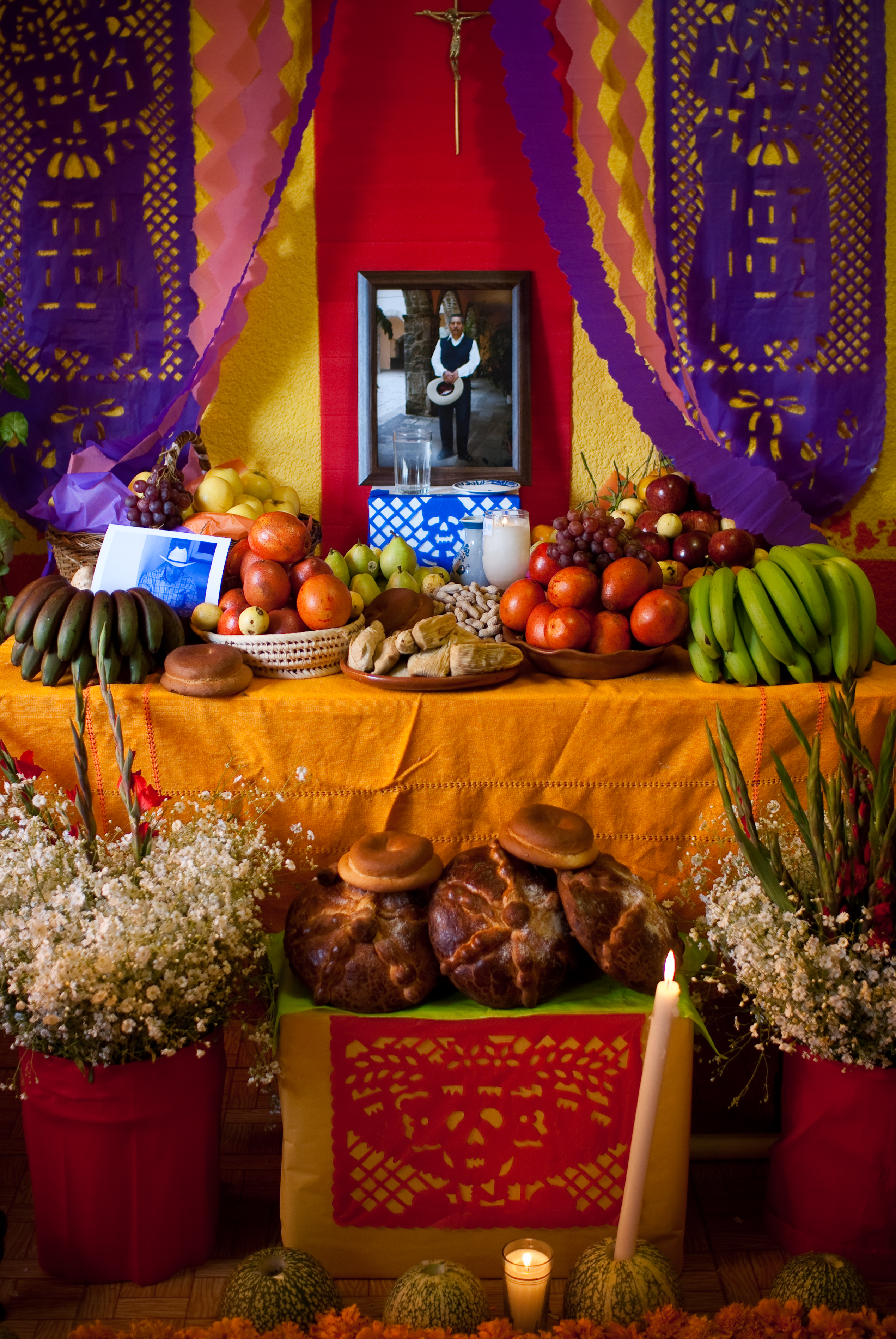
Традиційний вівтар Дня мертвих у Мілпа Альта, CDMX.

Вівтар померлих  — традиційний елемент під час святкування 1-2 листопада Дня мертвих у Мексиці, який полягає у встановленні домашніх вівтарів на честь померлих родичів. На нього кладуть світлини померлих, їжу, хліб, воду, свічки, квіти та предмети вжитку, що супроводжували повсякденне життя покійного. Мета традиції — віддати шану предкам, померлим членам родини або важливим діячам.
Вівтар мертвих — це символічні двері між світами, які допомагають померлим душам раз на рік потрапити додому. На День мертвих такий вівтар повинен стояти у кожному будинку. Останнім часом у Мексиці його почали встановлювати навіть у школах, магазинах, ресторанах та аеропортах.

## Витоки традиції
Традиції святкувати День мертвих та готувати вівтарі мертвих поєднують уявлення доіспанських ідеологій, ендемічного світогляду мезоамериканських культур і європейських релігійних вірувань авраамічного характеру, принесених іспанськими конкістадорами та місіонерами, яким було доручено колонізацію та навернення у католицизм корінних мешканців сучасної мексиканської території.
Корінні жителі Мезоамерики вірили в існування душевної сутності в тілі, яка надавала людині ідентичність і свідомість і покидала її, коли людина померла. Вони вважали, що душі постійно живуть і потрапляють у різні царства, коли тіло помре. Ацтеки називали цю безсмертну субстанцію, що зосереджена в серці, «teyolía», майя — «ol». Вони наділяли її здатністю навіть після фізичної смерті споживати їжу, потребувати допомоги від живих родичів, аби продовжувати своє безсмертне існування. Такі уявлення сприяли формуванню культу предків, що був досить поширеним у Месоамериці.
Археологічні дані свідчать, що в поховальних обрядах народів Месоамерики було поширеним залишати в могилі предмети повсякденного вжитку, знаряддя праці померлого, коштовності, одяг, їжу тощо, щоб допомогти померлому перейти до потойбіччя та залишитися на тому світі.
Ця точка зору корінних жителів була змішана з християнськими віруваннями про те, що душа є вічною (чи то на небесах, чи в чистилищі, чи в пеклі) під час іспанського завоювання імперії ацтеків, коли дві культури злилися.

## Приношення (офренда) на вівтарі мертвих

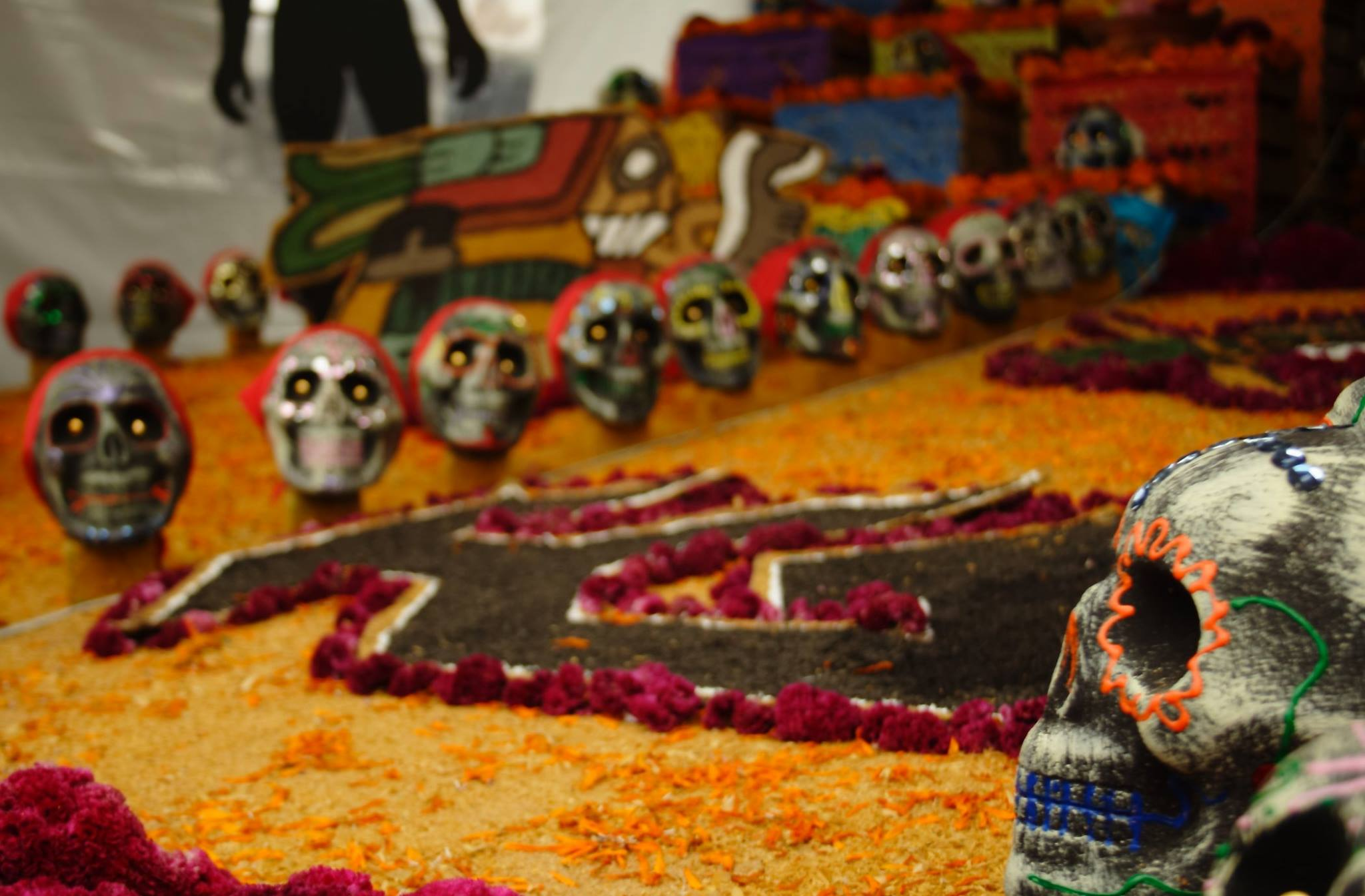
Офренда до Дня мертвих в Університетському місті на південь від Мехіко.

Офренда (наповнення вівтарів мертвих) може бути досить великою та складною, зазвичай створюється членами сім'ї померлої особи та має на меті привітати померлого біля вівтаря. Вигляд і наповнення вівтарів мертвих у доіспанських культур і у сучасних мексиканців не ідентичні. Зміни відбулись після впровадження католицизму: були включені релігійні елементи — чотки, розп'яття, ікони. Вівтарі мертвих у різних регіонах мають свої відмінності, залежно від особливостей регіону та світогляду різних культур і етнічних груп. Кожен предмет має своє призначення. Аромат квітів веде духів до світу живих, свічки освітлюють шлях. Хліб та вода — щоби втамувати голод і спрагу, коли вони прибудуть. Улюблені страви та напої померлих також кладуть на вівтар, щоб вони насолодилися ними після повернення.

### Вівтарні рівні

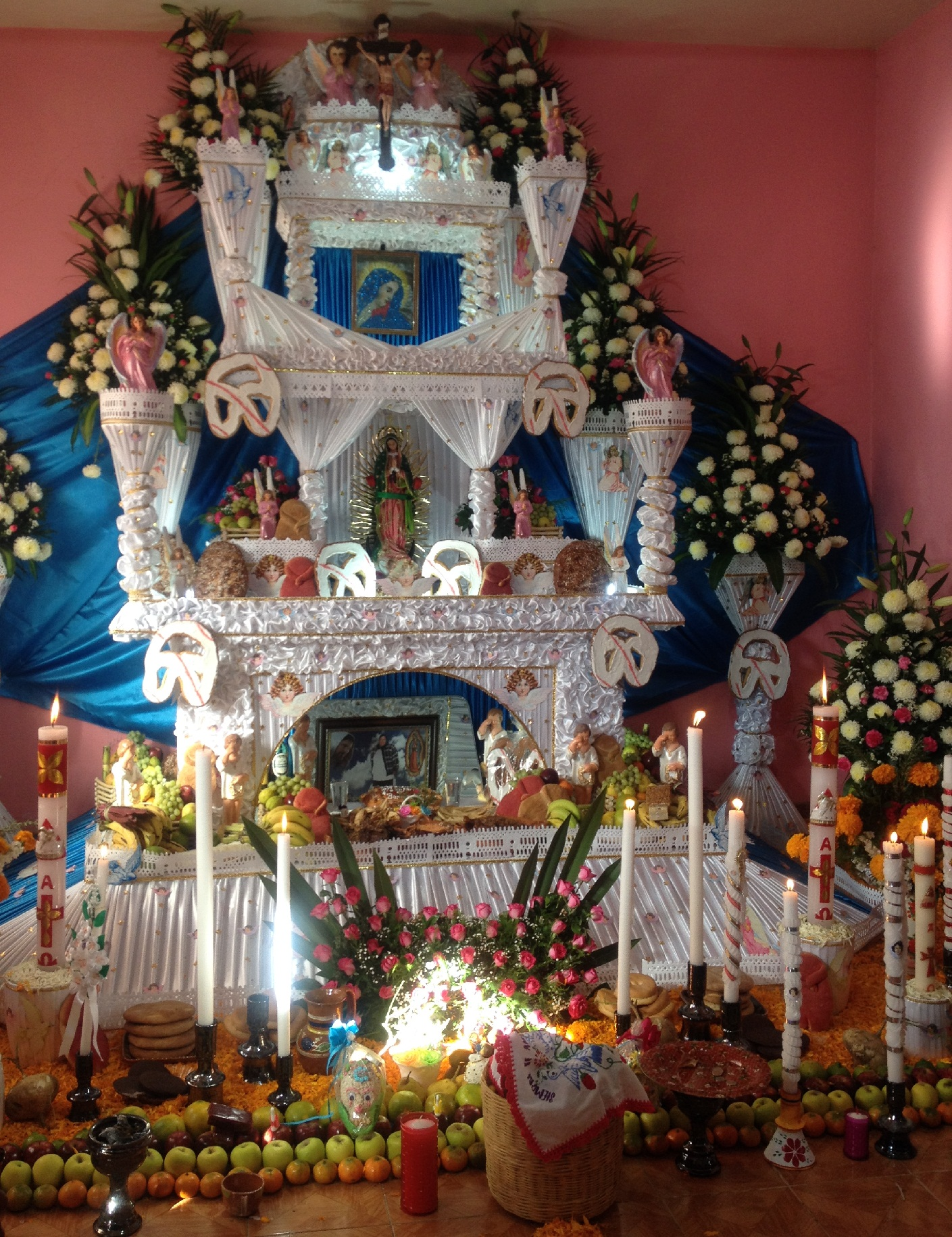
Трирівневий вітар в Уакечула, Пуебла.

Рівні на вівтарі мертвих символізують уявлення про матеріальний і нематеріальний світ або їхні елементи, і на кожному з рівнів розміщені різні символічні об'єкти для культури, релігії або особи, якій присвячений вівтар.
- Двоярусні вівтарі символізують поділ неба і землі, плоди землі та благодійність небес, наприклад дощ.[9].
- Триярусні вівтарі символізують небо, землю та підземний світ. Під впливом католицизму символічне значення ярусів може бути іншим: вони можуть представляти елементи Святої Трійці або землю, чистилище та царство небесне[10].

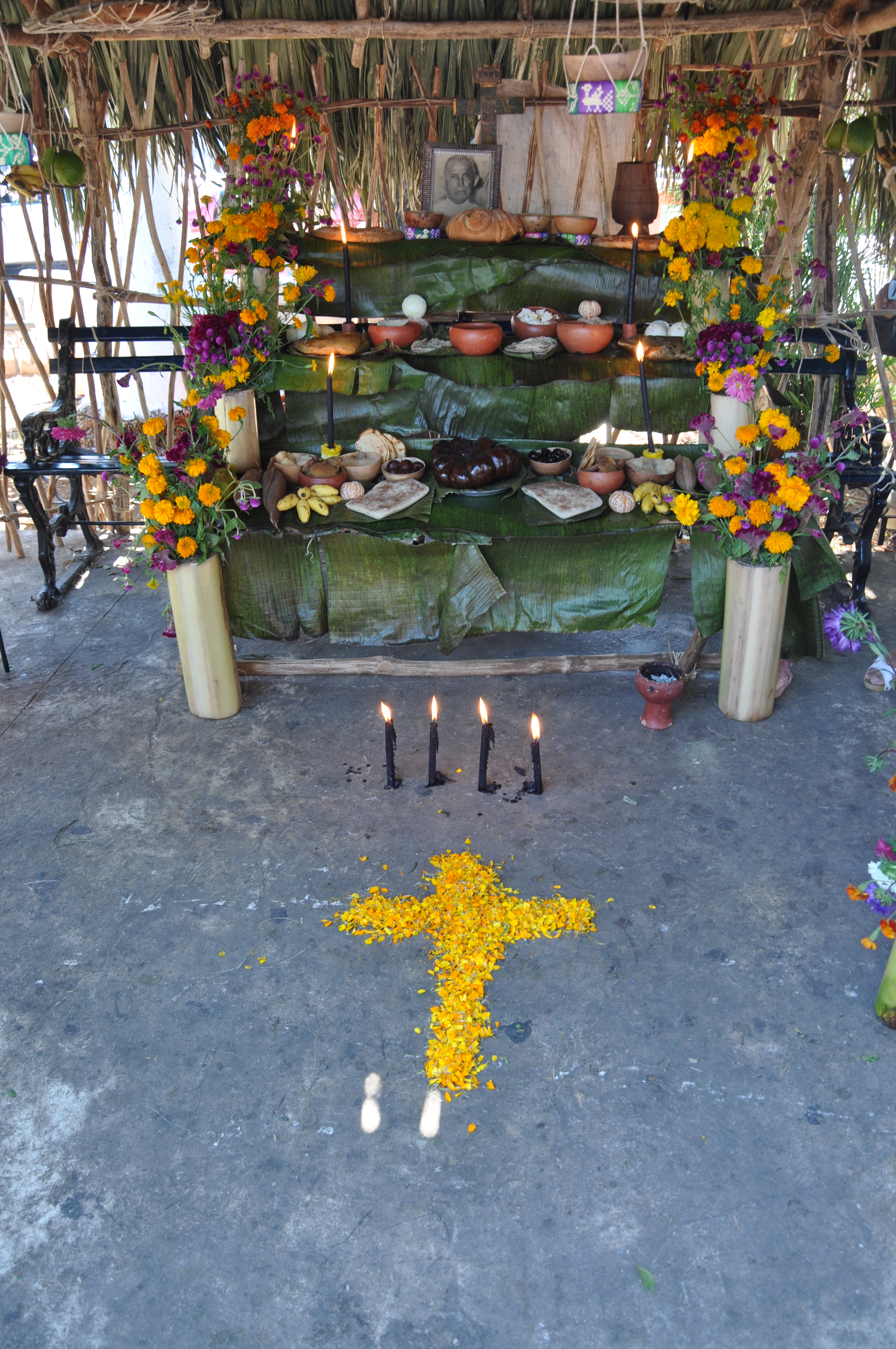
Триярусний вівтар на Юкатані

- Семирівневі вівтарі є найбільш звичними і представляють сім рівнів, через які має пройти душа, щоб досягти відпочинку або духовного спокою[11]. Відповідно до практики Отомі, сім кроків представляють сім смертних гріхів[12]. Число сім асоціюється з кількістю місць призначення, які, згідно з культурою Мексики, існували для різних типів смерті. Слід зазначити, що деякі з місць призначення так чи інакше присутні в сучасній традиції, наприклад 28 жовтня вшановують усіх, хто помер насильницькою смертю, раптово чи випадково, а також самотні душі, які вже не мають родичів, які їх пам'ятали б [джерело?].

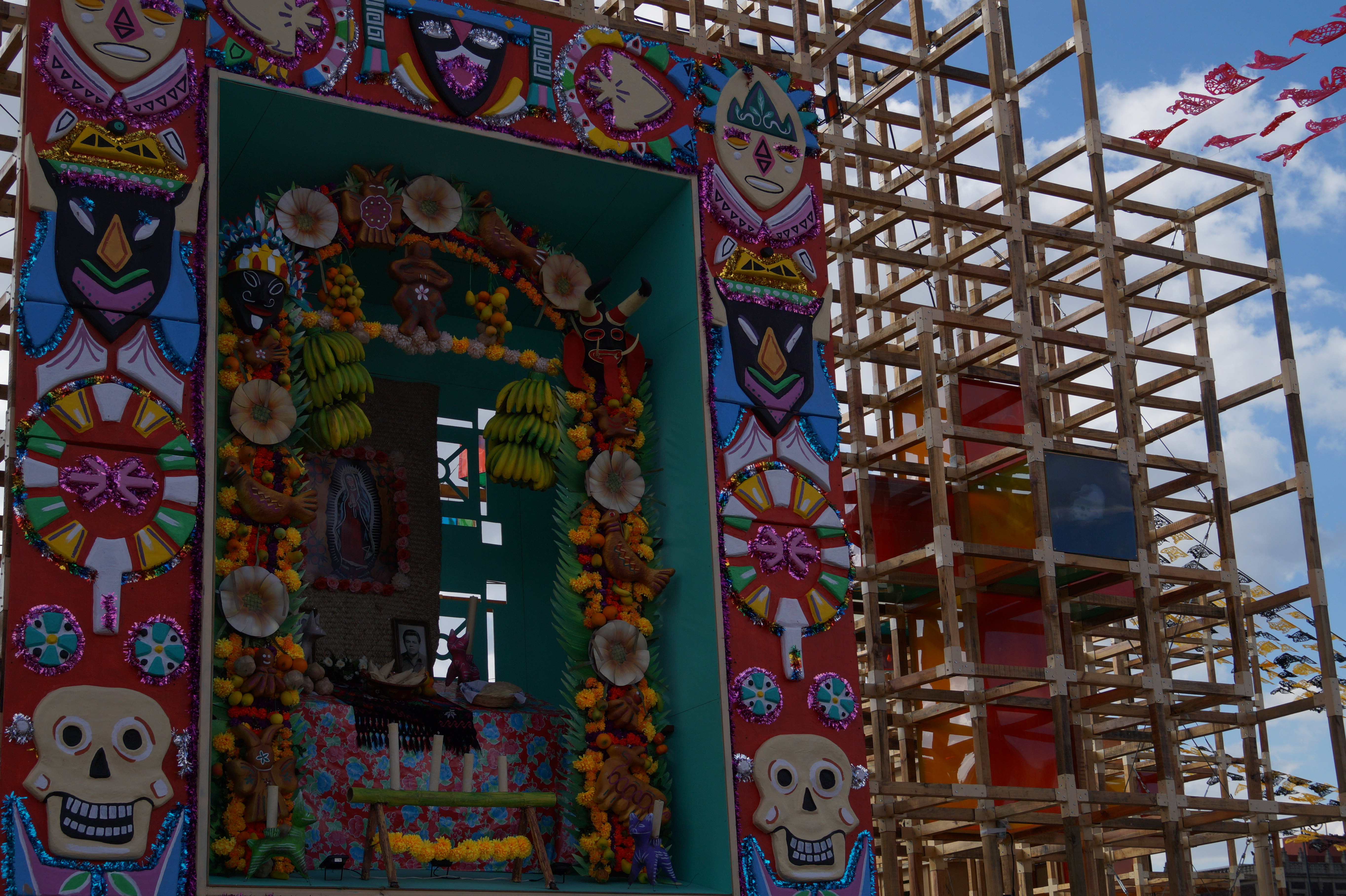
«День мертвих» в Ель-Сокало, Мехіко.

### Елементи вівтаря мертвих та їх значення

#### Аромати
Вівтарі мертвих обов'язково містять аромати, що символізують очищення душі, а також різні види ароматних трав, що уособлюють земні плоди. Символічний зміст використання ароматів полягає у їхній здатності спрямувати померлого до свого вівтаря.
Традиційно для вівтаря мертвих готують настій ароматичних трав (лавровий лист, чебрець, майоран, розмарин, ромашка), які кип'ятять у горщику, накритому проколотим листом кактуса. Вважається, що аромат настою просочуватиметься крізь отвори кактуса і направлятиме душі на землю.
Поширеним елементом на вівтарі мертвих є копалова смола, що має характерний аромат. Він має різне значення в різних регіонах і культурах Америки. Раніше його використовували в ритуалах для прикликання дощу та церемоніях очищення душ живих, звідси його зв'язок із його використанням у День мертвих.
Для заміни копалу та інших есенцій часто використовують пахощі — це ароматичний елемент азіатського походження.

#### Арка
Традиційно над останнім ярусом вівтаря мертвих розміщується арка з очерету, пальміли або заліза. Доволі часто її прикрашають квітами чорнобривців, фруктами та солодощами. Арка символізує ворота у світ мертвих. У мексиканському світогляді душа людини має пройти вісім рівнів у Міктлані (підземному світі тих, хто помирає з природних причин), кожен з яких є випробуванням, щоб досягти дев'ятого рівня, де вона постає перед богом Міктлантекутлі та його дружиною Міктекаціуатль, і таким чином досягає вічного спокою.

#### Конфетті
Для зображення вітру на вівтарях ацтеки використовували аматовий папір — різновид волокна, виготовленого з кори дерев. Пізніше це волокно було замінено папером. Різні божества були намальовані на аматовому папері, і завдяки його універсальності його можна було пофарбувати в різні кольори, доступні на той час. З іспанським впливом з'явилися різні види паперу, кольори та візерунки.
Жовтий і фіолетовий кольори, які використовуються в конфетті або паперових ланцюжках, символізують чистоту і траур відповідно. У дизайнах вівтарів використовується комерційне мексиканське мистецтво papel picado, що регулярно включає різноманітні кольори та малюнки, засновані на карикатурах Хосе Гвадалупе Посада, та мотиви ідизайни інших фестивалів мексиканської попкультури, таких як святкування початку битви за незалежність Мексики.

#### Зображення вогню
Як символ вогняної стихії зазвичай додають свічки та свічки через те, що їх легко використовувати та вони пов'язані з релігійними символами. Менш поширеними є смолоскипи та контрольовані багаття, які символізують дорогу для душі, навіть світло на її шляху назад у світ мертвих. Чотири свічки поміщають хрест і чотири сторони світу.

#### Символи води
Вода є обов'язковим атрибутом вівтаря мертвих, оскільки вважається, що духів мучить спрага після подорожі. На вівтарі розміщують різні предмети, які символізують воду, наприклад склянку, наповнену водою, якою померлий буде втамувати спрагу на своєму шляху. Крім того, для померлого кладуть різні туалетні приналежності та засоби особистої гігієни. Майя вважали, що сеноти, які вони вважали священними, були дверима в підземний світ. Тому в багатьох вівтарях присутній посуд з водою, що символізує сенот і вхід у підземний світ.

#### Символи землі
Символіка землі включає різноманітні насіння, фрукти, спеції та інші блага природи. Різне насіння, наприклад, кукурудза та какао, використовуються для формування візерунків на землі. У сучасному уявленні зображення землі пов'язане з принципом християнської ідеології: «Ти порох, і в порох повернешся» (Буття 3:19).

#### Квіти
Символом привітання померлих є квіти на кожному вівтарі. Найчастіше використовуються чорнобривці. Вважається, що чорнобривці завдяки сильному запаху і яскравому кольору — це дороги, які ведуть духів до їхніх офрендів (вівтарів). Вони називаються Flor de Muerto («Квітка мертвих») і символізують красу та крихкість життя. Окрім чорнобривців часто використовують квітки календули, оксамиту та амаранту.

#### Черепа, скелети

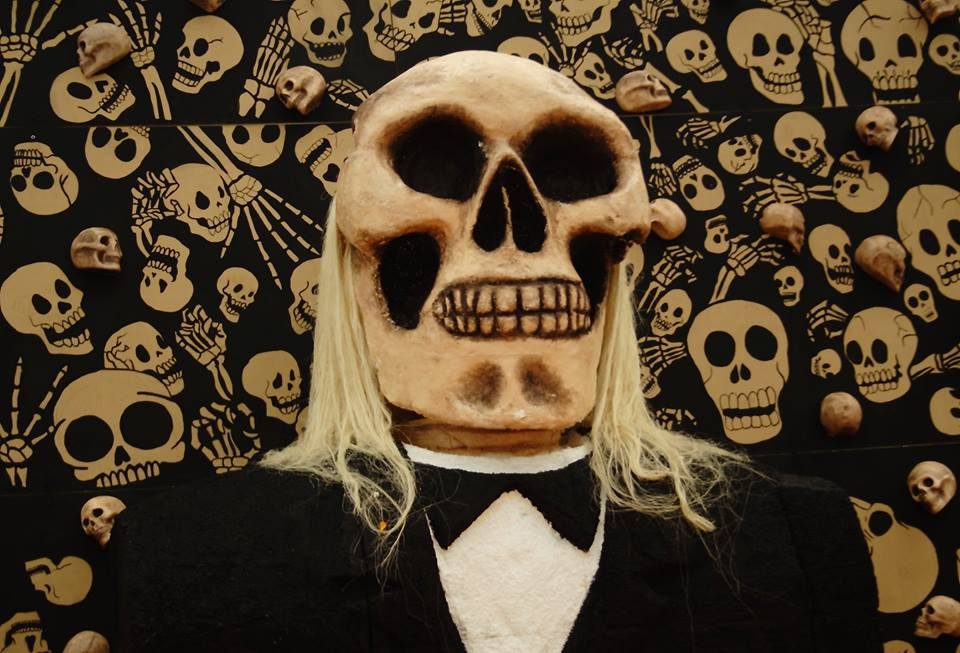
Череп під час святкування Дня мертвих UNAM.

На вівтарях мертвих присутні мініатюрні черепи, скелети та труни з шоколаду, глини або картону. вони символізуються смерть. Також часто ставляться пірамідки, що нагадують ацтекські цомпантлі — стіни з черепів переможених, як символ нерозривної пари смерті-життя.
Черепа, або калавери (так мексиканці називають черепа), символізують смерть. Вони можуть бути зроблені з цукру, шоколаду або амаранту, а останнім часом тамаринда. Це різнокольорові цукрові, глиняні, шоколадні чи гіпсові черепа з прикрасами та візерунками, їх люблять за насичений смак і запах. Калавери — це символ того, що смерть може бути солодкою, а не гіркою. Черепа також є насмішкою над смертю, тому на них пишуть ім'я покупця або живої людини. Можливе походження цієї традиції може бути пов'язане з цомпантлі — рядом черепів принесених у жертву воїнів, поставлених на палицю. Споріднення також було виявлено в сграфіто або різьблених черепах доіспанської колекції музею Каса дель Мендруго в Пуеблі.
Поетичний фрагмент або епітафію, присвячену живим людям, також називають «калавера».
Під час святкування Дня мертвих часто зустрічається образ Калавери Катріни (відомий як «La Calavera de la Catrina»), створений у 1913 р. мексиканським художником Хосе Гвадалупе Посада. Цей образ вважається елементом мексиканської культури, яку в народі сприймають як жартівливий символ, що висміює традиційне уявлення про смерть або свідчить, що багаті та успішні також схильні до смерті. Молоді дівчата на День Мертвих роблять оригінальний макіяж, щоб бути схожими на Катрину.

#### Їжа
На вівтар додають улюблену їжу померлого. Часто це такі страви національної креольської кухні, як моле, позоле, тако, тамалес тощо. Також розкладаються різні сезонні фрукти — гарбуз, техокот, хікама, мандарин, гуава, цукрова тростина, апельсин і, звичайно, продукти, виготовлені з кукурудзи.
У жертву померлим приносять спеціальний Хліб померлих (pan de muerto) — різновид солодкого хліба. Він має кілька смужок на корі, які символізують пару кісток, і насіння кунжуту, які символізують сльози душ, що не можуть спочити в спокої. Цей хліб походить від кукурудзяного хліба, виготовленого цивілізаціями стародавньої Мексики. Однак є думка, що традиція пекти хліб мертвих не пов'язана з ритуалами вшанування мертвих у часи доколумбової Америки, оскільки багатьох інгредієнтів необхідних для випічки, насамперед, пшеничного борошна, до приходу іспанців у Мексиці не було. За традицією, хліб мають з'їсти живі люди.
У різних регіонах Мексики до Дня мертвих випікають різноманітний хліб. Найпоширеніший вид — здобний цукристий білий хліб, з апельсиновою есенцією та додатковим шаром тіста у вигляді кісток. В Оахаці випікають солодкі булочки на основі яєчного жовтка, pan de yema, які мають дуже насичений смак. Булочки продаються протягом усього року, але на День мертвих в рецепт додають трохи анісу та кориці і прикрашають здобу крихітними мордочками — caritas. Вважається, що це обличчя померлих, а булочка — їхнє тіло. При цьому білий колір «обличчя» символізує католицьких святих, що додає святу ще один шар синкретизму.

#### Напої
Деякі вівтарі містять напої, що подобалисб покійному. Це можуть бути алкогольні напої, такі як текіла, яєчний ліког і пульке, які подають у традиційному глиняному посуді, або безалкогольні, наприклад шоколад.

#### Особисті речі
На вівтарях використовуються предмети одягу, з якими покійний найбільше ототожнювався або які він носив; предмети, що представляють його професію, або його улюблені предмети. Для неповнолітніх померлих зазвичай кладуть іграшки, солодощі та одяг. Також можуть бути диски з улюбленою музикою.

#### Орнаменти
У мексиканському народному мистецтві виникла та була додана до вівтаря мертвих велика кількість прикрас, що натякають на смерть: фігури із зображеннями поховань, поминків чи цвинтарів або зображення сцен повсякденного життя зі скелетами як персонажами. Вони створюється з альфеніку, картону, дерева, глини чи гіпсу. Також можуть створюватися фруктові або квіткові композиції. Багато вівтарів також включають ланцюжки з крепового паперу, у яких чергуються ланки фіолетового та жовтого кольору. Фіолетовий символізує смерть, а жовтий — життя, тому цей орнамент відображає тонку межу між життям і смертю.

#### Релігійні елементи
- Хрест

Хрест як елемент вівтаря мертвих додали іспанські євангелізатори, щоб пов'язати католицизм із традицією шанування мертвих у корінних жителів Мексики. Зверху на вівтарі з одного боку від образу померлого ставиться хрест. На вівтар кладуться маленький соляний хрестик, який служить засобом очищення духів, і хрестик з попелу, який допоможе духові покинути чистилище.
- Релігійні зображення

На вівтарі розміщується образ або скульптура святого, якому він присвячений. Також розміщуються образи блаженних душ чистилища, щоб полегшити вихід померлих з чистилища, якщо вони не змогли досягти слави (входу на небо), скільки померли, вчинивши несповідані легкі гріхи, але не вчинили смертного гріха. Згідно з католицьким богослов'ям, такі померлі повинні спокутувати свої гріхи в чистилищі.
- Чотки

На вівтарних ярусах можуть розміщуватися чотки з бісеру, на останньому ярусі — чотки з липи та тейокоту.

#### Інші елементи
- Пес

Розміщується скульптура собаки породи Шолоїцквінтлі, яка уособлює бога грози і смерті Шолотля. Шолоїцквінтлі повинні бути бронзового кольору і не мати шерсті.
- Золоті монети

Розміщення монет на будь-якому рівні вівтаря не має певного значення. Ця традиція пов'язана з грецьким світоглядом, згідно з яким люди ховали монети під язиком, щоб після смерті вони могли заплатити Харону й відвезти їх на своєму плоту в підземний світ. Ця практика не походить від жодної традиції чи вірування американських культур, оскільки стародавні мезоамериканські цивілізації не мали певної грошової валюти, адже їх економіка базувалася переважно на бартері. У ацтекській культурі та її комерційній практиці продукти обмінювали на какао-боби або мертвих зайців.
- Одяг

Подібно до того, як на вівтар кладуть предмети особистої гігієни, також кладуть різний чистий одяг, який померлий одягне, повертаючись у світ мертвих. У більшості випадків одяг померлого використовується для підтримки зв'язку з душею померлого.

## Роль вівтаря у святкуванні Дня мертвих
Святкування Дня мертвих починається з того, що один член родини запалює свічки на вівтарі, шепочучи імена померлих і молячись про Божу ласку, щоб вони прибули благополучно. Інші члени родини сідають за стіл і діляться приготованою на свято їжею, слухають музику, розповідають сімейні новини, згадують анекдоти про покійного та просять заступництва покійного перед Богом. В деяких сім'ях до трапези долучаються лише після уходу мертвих предків ввечері 2 листопада.
Святкування Дня мертвих — це коротке возз'єднання живих із померлими, з обіцянкою зустрітися у загробному житті, коли прийде час.
Наприкінці Дня мертвих гасять свічки на вівтарі та прощаються з духами, бажаючи їм безпечної подорожі назад у потойбічний світ і просячи їх повернутися наступного року. Усі приношення з вівтаря розподіляються між людьми, які проводили захід. За словами учасників, іноді їжа, хліб, фрукти та солодощі в офренді дивним чином втрачають свій смак і аромат після завершення святкування.